# La Petite Constance
Pour plus de détails, voir Fiche technique et Distribution.
La Petite Constance (Confidentially Connie) est un film américain en noir et blanc réalisé par Edward Buzzell, sorti en 1953.

## Synopsis
Dans l’État du Maine, Connie Bedloe, femme au foyer enceinte, ne peut pas s'offrir de viande car le salaire d'enseignant de son mari Joe ne le permet pas. Lorsque le beau-père Opie, un éleveur de bétail du Texas venu leur rendre visite, découvre que la famille ne mange pas de viande, il convainc le boucher de lui vendre un steak géant, réduisant ainsi le prix de moitié. Lors d'une fête, les invités découvrent que le boucher a vendu la viande à Opie à moitié prix ; ils se précipitent tous à la boucherie, provoquant une guerre des prix. À la fin, les Bedloe devront décider s'ils restent dans le Maine ou s'ils retournent au Texas.

## Fiche technique
- Titre français : La Petite Constance
- Titre original : Confidentially Connie
- Réalisation : Edward Buzzell
- Production : Stephen Ames
- Société de production : MGM
- Scénario : Max Shulman d'après une histoire de Max Shulman et Herman Wouk
- Musique : David Rose
- Photographie : Harold Lipstein
- Montage : Fredrick Y. Smith
- Direction artistique : Cedric Gibbons et Leonid Vasian
- Décorateur de plateau : Ralph S. Hurst et Edwin B. Willis
- Pays de production : États-Unis
- Format : Noir et blanc - 35 mm - 1,37:1 - Son : Mono (Western Electric Sound System)
- Genre : Comédie
- Durée : 74 min
- Dates de sortie : 
  - États-Unis : 13 mars 1953
  - France : 18 novembre 1955

## Distribution
- Van Johnson : Joe Bedloe
- Janet Leigh : Connie Bedloe
- Louis Calhern : Opie Bedloe
- Walter Slezak : Emil Spangenberg
- Gene Lockhart : Dean Edward E. Magruder
- Marilyn Erskine : Phyllis Archibald
- Hayden Rorke : Professeur Simmonds
- Robert Burton : Dr. Willis Shoop
- Kathleen Lockhart : Mme Martha Magruder
- Arthur Space : Professeur Archie Archibald
- Barbara Ruick : Barbara
- June Whitley Taylor : Betty Simmons
- Dick Sands : Moska
- Mae Clarke : Happy Shopper (Non créditée)
- Gayne Whitman : Professeur Widener (non crédité)

## Source
La Petite Constance et l'affiche française du film, sur EncycloCiné